# Ostrog (fortification)
Pour les articles homonymes, voir Ostrog.

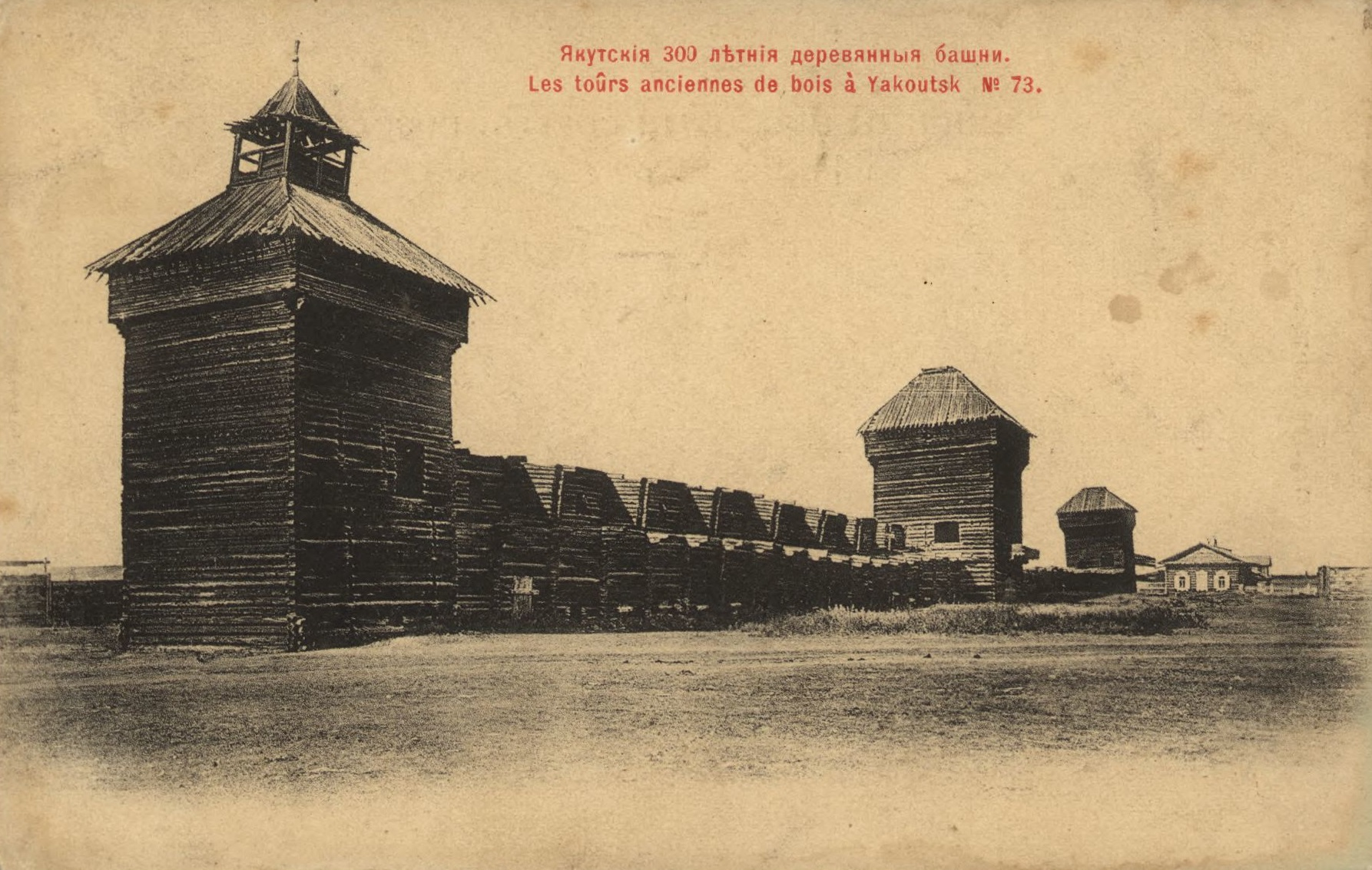
Ostrog de Iakoutsk en 1902. La tour subsista jusqu'en 2002, avant qu'elle soit détruite dans un incendie.

Un Ostrog ([ɐˈstrok], en russe : острог , ostrog ) est un terme russe pour une petite fortification, généralement en bois, et souvent dotée d'un ou plusieurs soldats qui y stationnent de manière non-permanente.  Le nom dérive du mot russe строгать (strogat'), « couper le bois ». Les ostrogs étaient des forts plus petits et exclusivement militaires, comparés aux plus grands kremlins qui étaient au cœur des villes russes. Un des ostrogs les plus importants fut celui nommé Anadyrsk en Tchoukotka actuelle, fondé en 1647.

## Histoire
À partir de la conquête par les Russes de la Sibérie, le mot ostrog désigna les forts fondés par les cosaques de Sibérie, qui donnèrent naissance plus tard à de nombreuses villes sibériennes. Parmi ces villes on retrouve Biïsk, Kolyvan, Krasnoïarsk, Kamychlov, Iakoutsk, Nijneoudinsk ou encore Ielizovo.

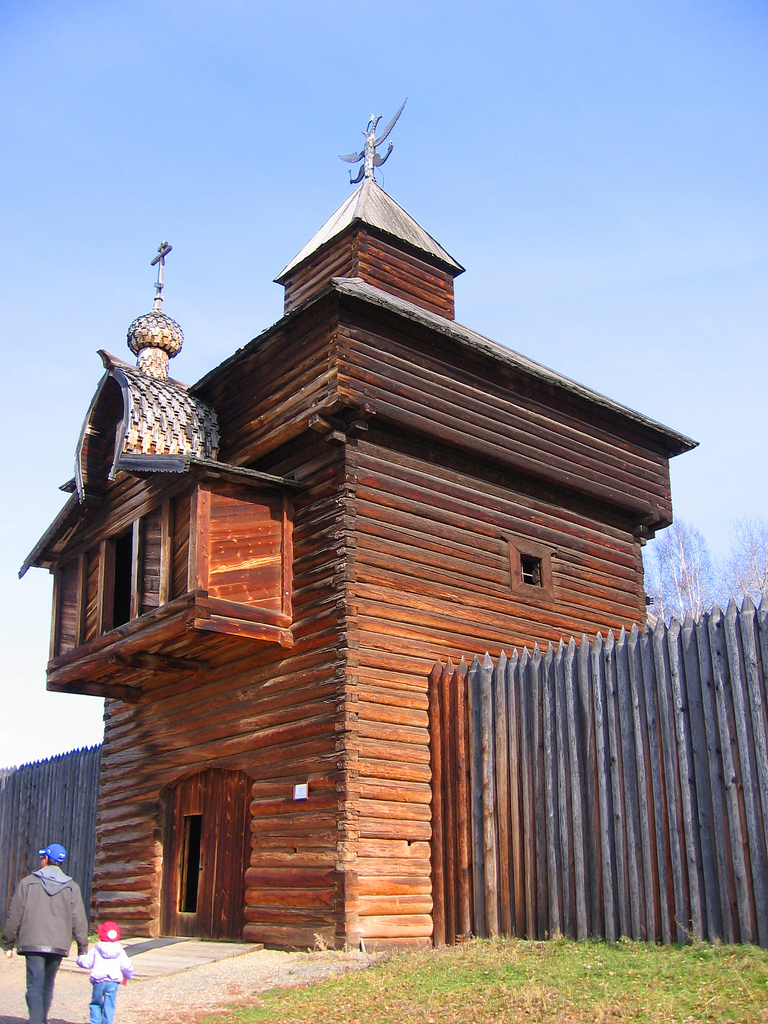
ayant été déplacé pour être sauvée de la construction d'un barrage en 1970.

Au XVIIIe et XIXe siècles, le terme d'ostrog est devenu synonyme en Sibérie de « prison », les criminels étant souvent alors envoyés dans ces ostrogs sibériens pour le katorga.

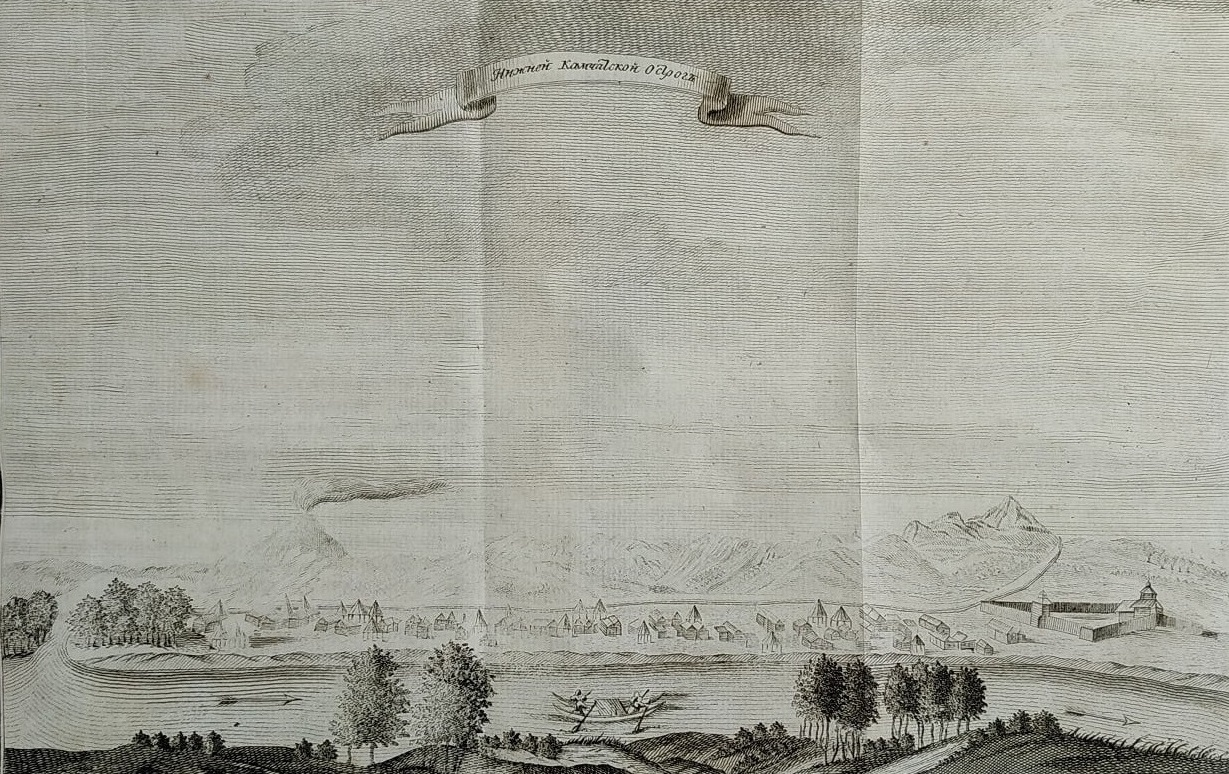
Nijné-kamtchatsk et son ostrog à droite au XVIIIe siècle.